# Tri thức luận
Tri thức luận hay nhận thức luận (epistemology – επιστημολογία, gốc Hy Lạp kết hợp giữa επιστήμη: tri thức và λόγος: học thuyết) là khuynh hướng triết học nghiên cứu về bản chất, nguồn gốc, và phạm vi của quá trình nhận thức.
Trong lịch sử, tri thức luận đã là một trong các chủ đề triết học được nghiên cứu và tranh luận nhiều nhất. Phần lớn tranh luận tập trung vào việc phân tích bản chất và sự đa dạng của tri thức cũng như mối quan hệ của nó với các khái niệm tương tự như chân lý và niềm tin. Cuộc tranh luận này liên quan nhiều đến việc chứng minh. Cụ thể, các nhà tri thức luận phân tích các tiêu chuẩn của việc biện minh cho các khẳng định tri thức, nghĩa là nền tảng mà từ đó người ta có thể khẳng định rằng mình biết một sự kiện cụ thể nào đó. Nói một cách đơn giản, nó xem xét câu hỏi: Bạn làm cách nào để biết điều mà bạn biết? (How to know what you know?)
Chính xác hơn, các thảo luận trong tri thức luận thường xoay quanh bốn chủ đề chính:
1. Phân tích một cách triết học bản chất của tri thức và các điều kiện cần thiết để một niềm tin trở thành một tri thức. Ta có thể nhắc tới các khái niệm chân lý hay lý lẽ biện minh.
2. Các nguồn tiềm năng của tri thức và niềm tin chính đáng, ví dụ như nhận thức, lý luận, trí nhớ và lời chứng thực.
3. Cấu trúc của một tri thức hay niềm tin chính đáng, bao gồm câu hỏi liệu mọi niềm tin chính đáng đều được dẫn xuất từ các niềm tin nền tảng?, hay liệu tính chính đáng chỉ yêu câu một tập hợp nhất quán các niềm tin?.
4. Hoài nghi triết học, là câu hỏi đặt ra về khả năng của tri thức, và các vấn đề liên quan, ví dụ như liệu sự hoài nghi có gây nguy hiểm cho những quan niệm thông thường về tri thức?, và liệu ta có thể bác bỏ những lập luận hoài nghi?.

Nhiều câu hỏi khác cũng được đặt ra như "Ta biết những gì?", "Ta nói là ta biết gì đó. Điều đó có nghĩa là gì?", "Vì sao những niềm tin chính đáng lại chính đáng?", và "Làm sao ta biết là ta biết?".